# 奄美料理

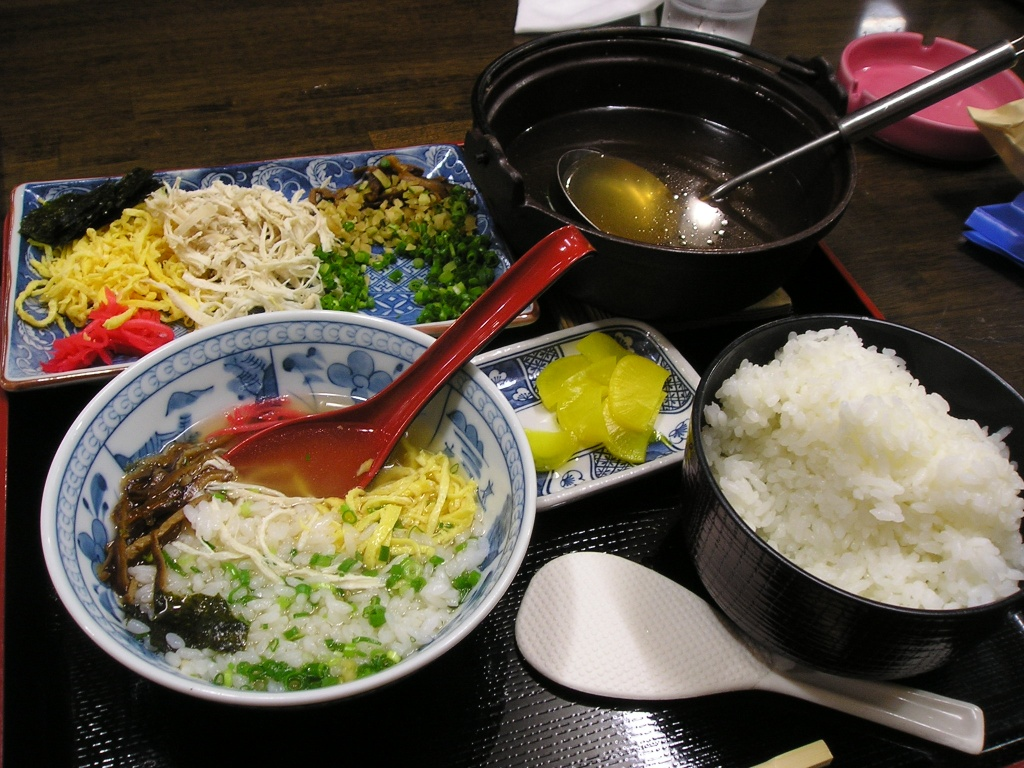
九州で知名度の高い奄美大島の鶏飯（けいはん）

奄美料理（あまみりょうり）は、鹿児島県奄美群島の郷土料理 。地元奄美の方言では島料理（しまじゅうり）と呼ばれる。沖縄料理や薩摩料理の影響を受けているが、鶏飯、レバーの味噌漬け、苦瓜の粒味噌炒め、ヒザラガイの酢味噌和え、油ぞうめん、パパイヤ漬けなどの独特の料理も存在する。甘口の粒味噌、蘇鉄味噌が調味料の主役で、黒糖を加えた総じて甘めの味付けが特徴。

## 概要
奄美群島の有人8島（北から奄美大島、喜界島、加計呂麻島、請島、与路島、徳之島、沖永良部島、与論島）は、沖縄県と同じく周囲を海に囲まれた亜熱帯の気候風土にあり、歴史的に中国や東南アジアとの海上交易の通路にあり、琉球国や薩摩藩の支配を受けたことから、これらの地域の料理の影響を大きく受けている。
また、現在の経済作物がサトウキビ（うぎ）や柑橘類などの果実であり、稲は主要な作物ではなく、近海漁業が行われていることなどの条件によって、沖縄料理と共通の食材が多く使われている。例えば、黒糖、黒豚（アグー）を塩蔵した豚肉、ヤギ、タカサゴ（うるめ）、ブダイ（いらぶち）、スジアラ（はーじん）、ハマダイ（あかまち）、アオダイ（うんぎゃるまつ、ほた）、ソデイカなどの海産物、タイモ（たうむ）、スイゼンジナ（はんだま）、パパイア（まんじゅまい）などが特徴的な共通食材で、酢味噌を使う伝統的な刺身の食べ方も同じである。炒め物や魚のから揚げが好まれるのも中国料理の影響が強い沖縄料理と共通する。
一方で、粒味噌、キビナゴの煮干しなどの調味料、豚骨や野菜の甘辛い煮物などの調理方法は沖縄県八重山列島の郷土料理とも共通し、七草粥（なんかんじょせ、七日の雑炊）、あくまきなどの行事食、ハヤトウリ（せんなり）などの食材では薩摩料理の影響が窺える。
また、鰹節、黒豚、豚味噌、つき揚げ、苦瓜、ヘチマ、ツワブキのように沖縄、薩摩と（黒豚はさらに韓国の済州島などとも。ただし、現在のかごしま黒豚は外来種。）共通する食材もある。
喜界島では白ゴマ（ぐま）、徳之島ではショウガ、沖永良部島ではアラゲキクラゲ（みんぐり）、島桑の葉や実、与論島ではモリンガ、ソデイカ、タチウオといった島毎の特産食材も使われる。
気温が高い場所で清酒の製造には向かないため、酒は蒸留酒が主流であることは沖縄県、九州各地と共通するが、沖縄県がインディカ米をデンプン原料とする泡盛、鹿児島県のトカラ列島以北がサツマイモをデンプン原料とする芋焼酎が主流であるのに対して、奄美群島ではサトウキビの糖分であるショ糖と米のデンプンをアルコール原料とする奄美黒糖焼酎が特産で、主流である。黒糖焼酎は料理にも使われ、浜下りなどの伝統行事のお清めにも使われる。

### 調理法
他の日本料理と同様に、煮物（にりむん）が基本であるが、沖縄料理と同じく、日本の本土の料理と比べて炒め物が多い。炒め物は奄美大島では「いっき」、喜界島では「いっちゃーしー」、沖永良部島では「あぎ」と呼ばれる。から揚げなどの揚げ物は奄美大島で「あげぃむん」という。

## 沖縄料理との違い

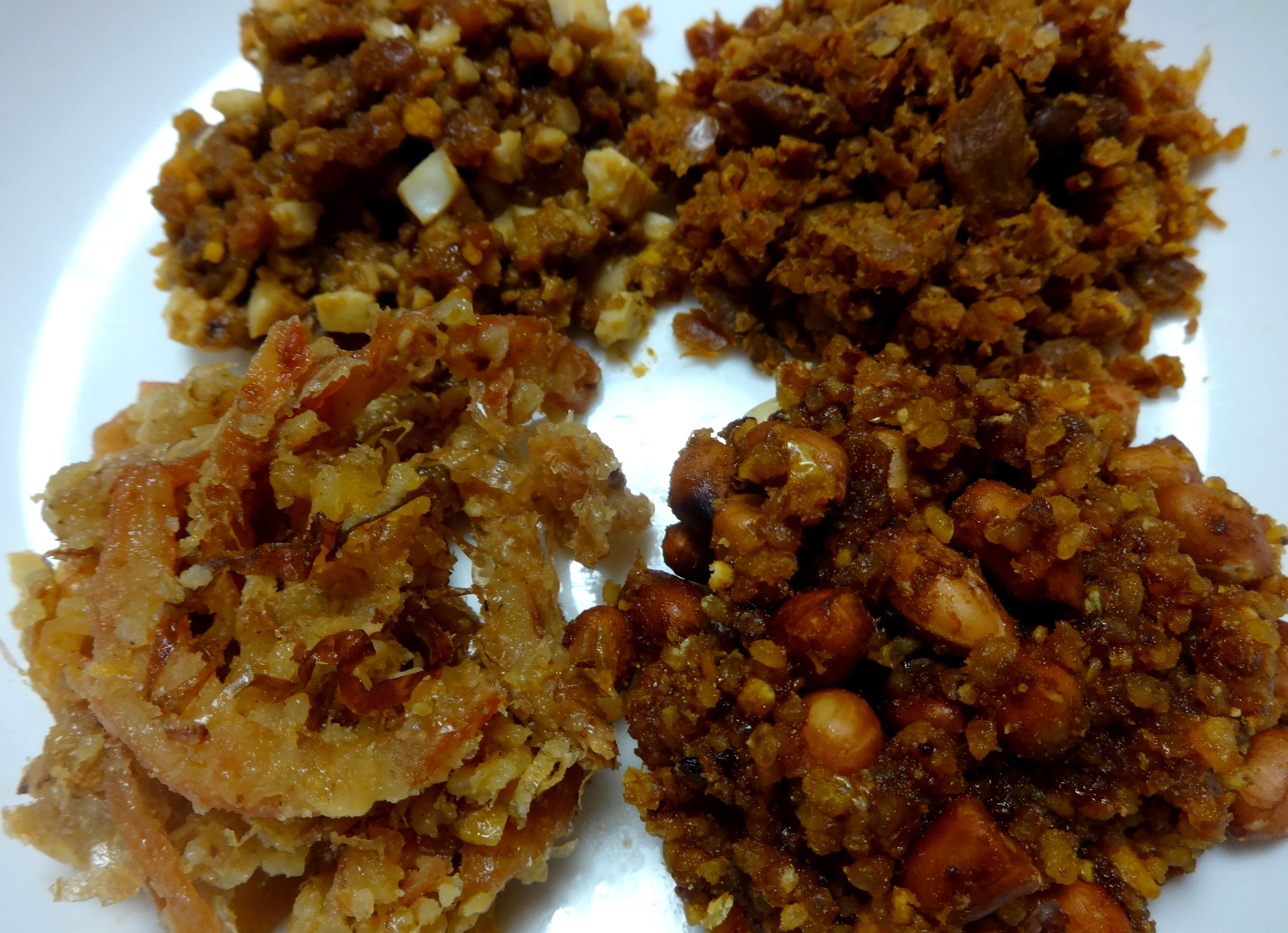
左上から玉子味噌、魚味噌、烏賊味噌、地豆味噌

沖縄本島の沖縄料理、または琉球料理は、奄美大島では那覇料理（なはじゅうり）とも呼ばれ、奄美料理とは区別されている。地理的にも沖縄本島と近く、琉球王国、特に北山王国から長期間支配された与論島、沖永良部島の料理が特に沖縄料理の影響が強いのを別にすると、奄美大島など徳之島以北の料理と沖縄料理とには、一定の違いも見られる。沖縄からの移住者が多い喜界島では折衷的な特徴が見られる。沖縄県内でも宮廷料理の影響が低い八重山列島などの料理は奄美料理との共通性も高い。
- 伝統的な琉球料理は中国料理の影響を直接受けているが、奄美料理への影響は限定的、間接的である[1]。
- 奄美料理では粒味噌や蘇鉄味噌（なりみす）をよく使う。蘇鉄味噌は沖縄県では現在粟国島などに限られる食材、調味料であるが、かつては八重山列島などでも作られていた。
- 沖縄本島では一般的でない魚味噌（ゆんみす）、烏賊味噌（いきゃみす）がよく作られる。魚味噌は八重山列島にもある。
- 沖縄そばを食べる習慣がない。一部の店舗では乾麺やインスタントのものが売られていたり、観光客向けの食堂で提供する例もあるが、本土における沖縄そばと同様で、一般的な食材ではない。
- 天ぷらに沖縄料理のような厚い衣を付けず、本土と同じか、さらに少ない薄い衣である。
- 昆布は沖縄料理ほど多用されない。
- いわゆる沖縄ちゃんぽん（ご飯物の一種）、野菜と共にフライパンで炒めるすき焼き、じゅーしーのような沖縄本島で一般的な定食メニューやタコライスなどの沖縄創作料理はみられない。ランチョンミートは奄美群島でもよく使うが、「ポーク」ではなく「ランチョンミート」、「チューリップハム」、「アメリカハム」などと呼ばれている。

## 薩摩料理との違い
- 薩摩料理も甘口の味噌を多用するが、麦麹に大豆を少量使い、発酵後にすり潰して作る薩摩味噌に対して、奄美群島では主に米麹に大豆を多めに使い、すり潰さない粒味噌や、ソテツの実のデンプン（なり）と大豆で作る蘇鉄味噌を多用するので、風味に違いがある。ただし、汁用のすり潰す味噌（ゆわーしみす）もある。
- 塩蔵豚肉、ヤギ肉、血液などの、薩摩料理では一般的でない家畜由来の食材も用いる。また、旧時は薩摩料理が内臓を食べないのに対して、奄美料理は内臓も煮物などにして食べる違いがあった[3]。
- 薩摩料理ではサツマイモの芋焼酎、黒酢を隠し味として使うことが多いが、いずれも奄美料理では使わない。サトウキビ由来の黒糖焼酎、きび酢で代替されるので風味に違いがある。
- 薩摩で一般的な酒寿司、すもじ、こが焼き[4]（飫肥の厚焼）、がね、焼き干しえび、いこもち、かるかんなどは奄美では一般的ではない。あくまきは竹皮包みではなく布袋で作るので柔らかい、鶏肉のたたきは奄美市では一般的など、作り方の違いや地域毎の差がある食べ物もある。

## 調味料

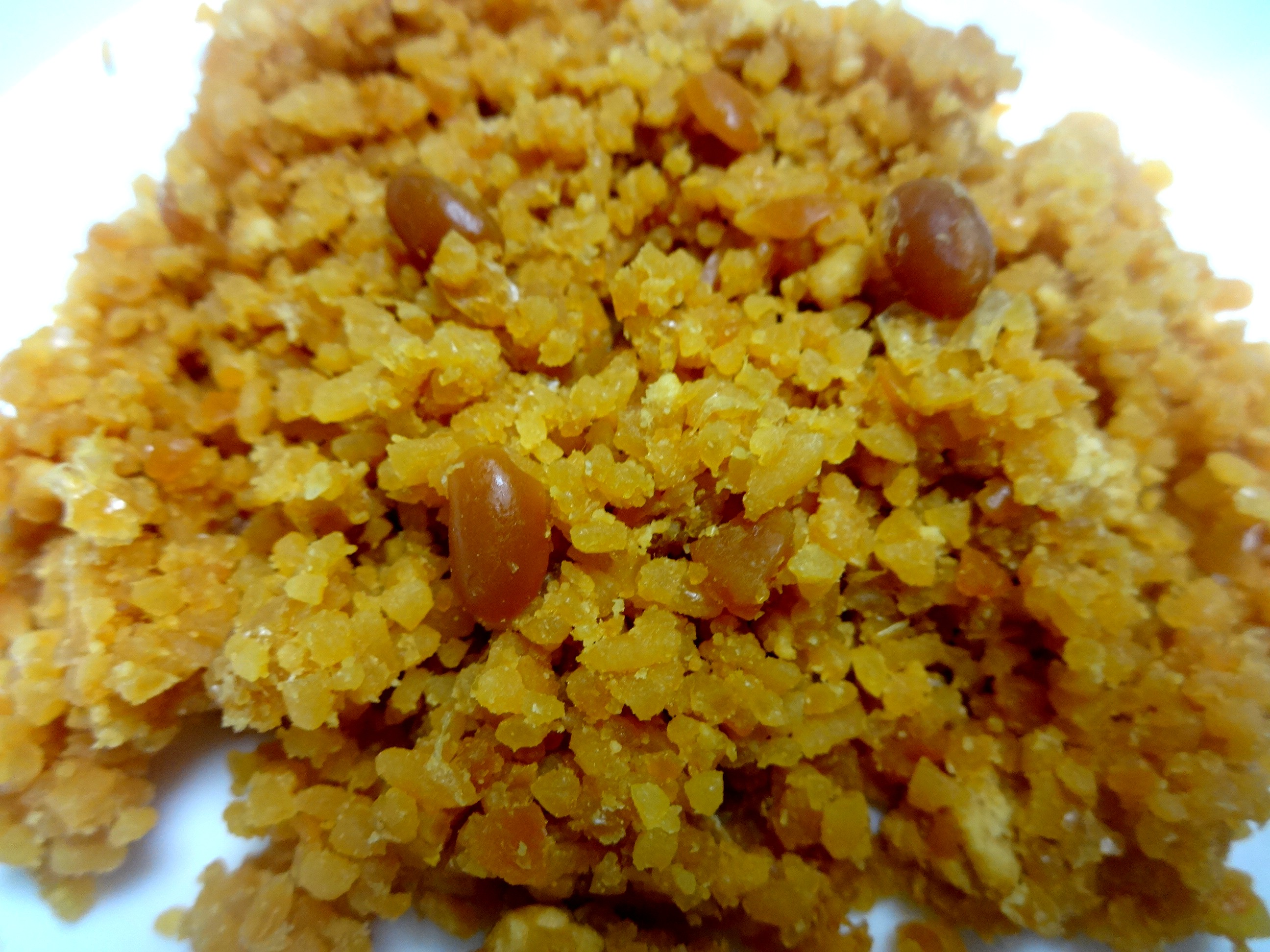
奄美大島のそてつ味噌

伝統的な奄美料理では地元の材料で作れる蘇鉄味噌や大豆の粒味噌が調味料、副食品として重要である。砂糖（さた）は黒砂糖の粉（さんざた）とざら目が使い分けられる。
- 醤油（しょい）- 薩摩料理と同じく、奄美大島産や鹿児島産の甘い甘露醤油がよく使われる。刺身は酢醤油でも食べる。
- 酢（す、し、しゅ） - 米麹・水を原料とする薩摩の黒酢や沖縄のもろみ酢などよりも、奄美ではサトウキビ（うぎ）の絞り汁を壷で発酵させて作るキビ酢（うぎす、与論島で ふぎしゅ）が利用される。酢の物（なまし、膾）、酢味噌（すみす）に多用する。
- 薩摩料理でも刺身を食べる時に酢味噌や甘い醤油を使うが、沖縄料理、奄美料理でも旧来酢味噌が基本で、ダイコンのなますを添えた[3]。現在は奄美でも薩摩の甘い醤油やわさびを付ける方が一般的となっているが、酢醤油で食べることも多い。
- 鰹節（かちゅぶし） - 薩摩の枕崎のものが有名であるが、奄美大島でもカツオの一本釣りから一貫して作られている。生節（なまり節）、味噌漬けなどの加工品も同様にある。
- カツオの煎脂（せんじ） - 鰹節を作る際の煮汁を煮詰めたうま味調味料。北隣の十島村や薩摩の枕崎にもある。
- 豚油 - 豚の脂身を熱し、少し塩を加えて作るラード。作るときに残る油かすも煮物などに使う。
- ましゅ（真塩、喜界島で「ます」） - 旧来、塩も群島内で作られてきた。沖永良部島では岩場に打ち上げられ、自然に濃縮された塩水を集めて塩を作った。黒糖作りと似た平釜で塩水を煮る方法の他、加計呂麻島などで天日干しの塩も作られている。
- あーぐしゅ（唐辛子） - 奄美群島ではあまり使用しないが、沖縄の島唐辛子を与論島では「あーぐしゅ」と呼んで、練り唐辛子などにも加工している。

## 行事食

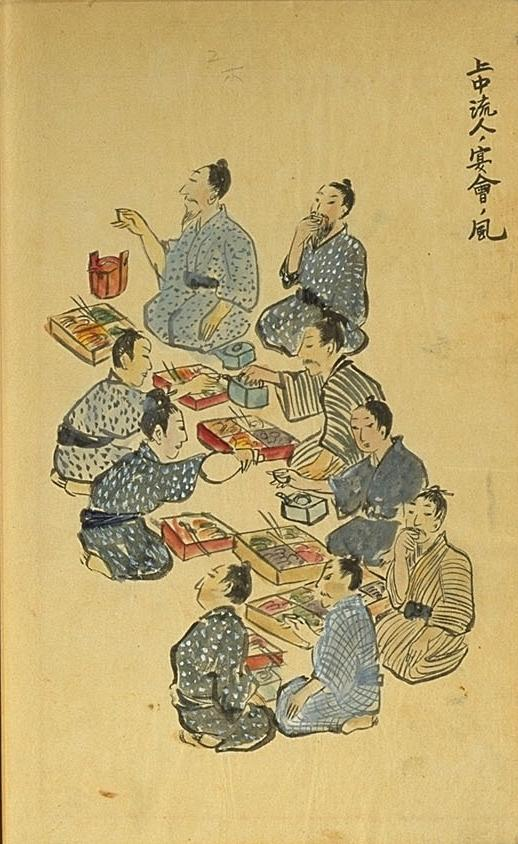
明治時代初期、徳之島の上流階級の宴会

日本の本土（大和、やまとぅ）では、冬の正月が最も重要視される年中行事であるのに対して、奄美ではもともとは夏の稲の収穫行事である「三八月」（みはちがち）が最も重要な年中行事であった。現在は稲作があまり行われなくなり、本土の習慣が根付いて、冬の正月、夏の三八月がともに祝われる。地域差もあるが、各行事と関連する料理は以下の通り。
- 三月三日（さんがちさんち） - 桃の節句。喜界島ではうむむっちー（はったい粉入りの芋餅）を作る。
- 浜下り（はまうり） - 旧暦4月の午の日にタイモの煮物、舟焼き、塩豚の煮物、焼き魚、野菜の煮物、おにぎり[5]などを詰めた弁当を持って、浜で唄い遊ぶ。
- 盆行事 - 旧暦7月13日の夕方に墓参し、先祖の霊を迎える提灯に火を点す。床の間に祭壇を作り、庭には先祖の霊の従者が待つ場所として蘇鉄の葉と竹でむっ棚を作り、餅や煮物を供える。落雁（型菓子、かたぐゎし、しまっくゎし、むすこ）も作って供える。14日は精進料理を供え、食べる。15日には夕方に墓参し、集落で送り踊りをする[5]。
- 三八月（みはちがち） - 新節、柴挿、嫩芽（土賀）の総称。考祖祭。
  - 新節（あらせち） - 旧暦8月最初の丙（ひのえ）の日に行う収穫祭。みきを作り、赤飯（かしき、はしち）を炊き、火の神に供える。夕方は八月踊りを行い、集落内の家々の安全を願って踊って回り（家回り、やーまわり）、各家は料理と黒糖焼酎を用意して待つ。
  - 柴挿（しばさし） - 新節から中7日経った甲（きのえ）の日に、家の軒にススキを刺し、畑には椎の枝を刺し、八月踊りをする。
  - 嫩芽、土賀（どぅんが） - 続く甲子（きのえね）の日。何もしない休息日。
- 八月十五夜（はちがちじゅうぐや） - 旧暦8月15日（中秋）の豊年祭。奉納相撲を取り、八月踊りを踊り、おにぎりや餅を食べる。
- 九月九日（くがちくんち） - 旧暦9月9日の家内安全、製糸の成功を祈ってみきを作る。
- 種おろし（たにうるし） - 奄美大島北部では、旧暦9月ごろ、高倉から種籾を下ろす前に、豊作への感謝と祈願のために餅を作って撒く。家回りをする場合もある。
- 年の夜（とぅしぬゆ、大晦日） - 旧来正月に備えてヤギ、ニワトリなども屠殺されたが、最も一般的なのは黒豚で、ツワブキなどと味噌で煮て豚骨料理にする[5]。喜界島ではひるいっちゃーしー（にんにくの葉と豚肉と豆腐の妙めもの）が欠かせない。
- 正月（しょうがち） - 元旦に家族で三献（さんごん、さんぐん）と呼ばれる料理を食べる儀礼を行う。奄美大島では、家長の「おしょろう」の声で始め、一の膳のむちぬすいむん（赤い椀に入れた海老、蒲鉾、シイタケ、ゆで卵などと餅の吸い物、むちんしる、雑煮）、二の膳（刺身）、三の膳のうゎーぬすいむん（黒い椀に入れた塩豚と大根の吸い物。または鶏肉などの吸い物）と、スルメ（または魚のひむん、干物）、昆布、塩からなる塩盛りを供する。各膳の間には主人が同席者に奄美黒糖焼酎を注いで飲み、最後に塩盛りの三品を一口ずつ食べる。喜界島ではすでぶた（お重）、しいむん（吸い物、雑煮）、さんぺーつき（三杯漬け、酢の物の紅白なます）で三献とする。二日は農作業や家業の仕事始めの儀式を行ってから、友人の家を回り、シマ唄を即興で歌う唄遊び[5]などをする。
- 小正月（かめざらい） - 前日の1月14日にぶんぎ（クワノハエノキ）の小枝に食紅でカラフルに着色した小さな餅を刺し、なりむちと称して飾る。1月15日は正月の残りの塩豚のわんふに（豚骨料理）、とぅくむち（床餅、鏡餅）を食べる。翌16日はあくにち（悪日）とされ、仕事をしなかった。18日にはなりむちを煮て、蒸したタイモあるいはサツマイモと混ぜて、ひっきゃげを作る。

## 主食
1745年に薩摩藩が米ではなく砂糖を年貢として納めるように命じた「換糖上納」の歴史から、サトウキビの栽培が盛んとなったことと、戦後の減反政策の影響で稲作は現在ほとんど行われなくなっているが、主食は粳米（さく）である。九州地方などから輸送されたものを利用している。
1950年ごろまでは米は貴重品であったため、日常的にはサトイモ、タイモ、サツマイモや粟が主食で、さらに飢饉や戦時中など、蘇鉄の実や幹からとるでん粉も主食に加えられた時期もある。白米のご飯（与論島で「まい」）は貴重さを込めて銀飯（ぎんみし）とも呼ばれた。ハレの行事であり、「夏正月」ともいわれる夏の収穫祭礼「三八月」などにはおにぎり（力飯）、米粉とヨモギで作るかしゃ餅、冷たい小豆粥（あじきがい）、黒米を混ぜた赤飯（かしき、はしち）などの米を使った行事食が食べられる。
- なり粥（なりがい） - 蘇鉄（すてぃち）の実（なり）のデンプンをよく水に晒し、発酵させて毒抜きし、水を加えて煮た葛湯や重湯状のもの。蘇鉄の幹から取ったデンプン（せん）で作るせん粥（せんがい）、別名胴掻き粥（どーがきがい）とともに、不作の時の生命維持用に食べられた。
- 乾麺 - 江戸時代に黒糖に対する交易品として素麺が持ち込まれたことで、素麺を貴重な保存食として食べるようになった。また、台風が近づくと、本土（鹿児島、大阪・神戸）や沖縄本島と連絡しているフェリーがすぐに欠航する離島の食糧事情から、供給が一時的に途絶えても利用しやすい素麺、干し饂飩が家庭に常備され、行事食としてもよく利用されている。奄美市笠利町佐仁集落では八月踊りの際に踊り手の口に茹でたそうめんをつっこむように食べさせる。喜界町中里集落には、「ソーメンガブー」と呼ばれる、素麺を争奪する祭りがある[6]。

## 肉料理

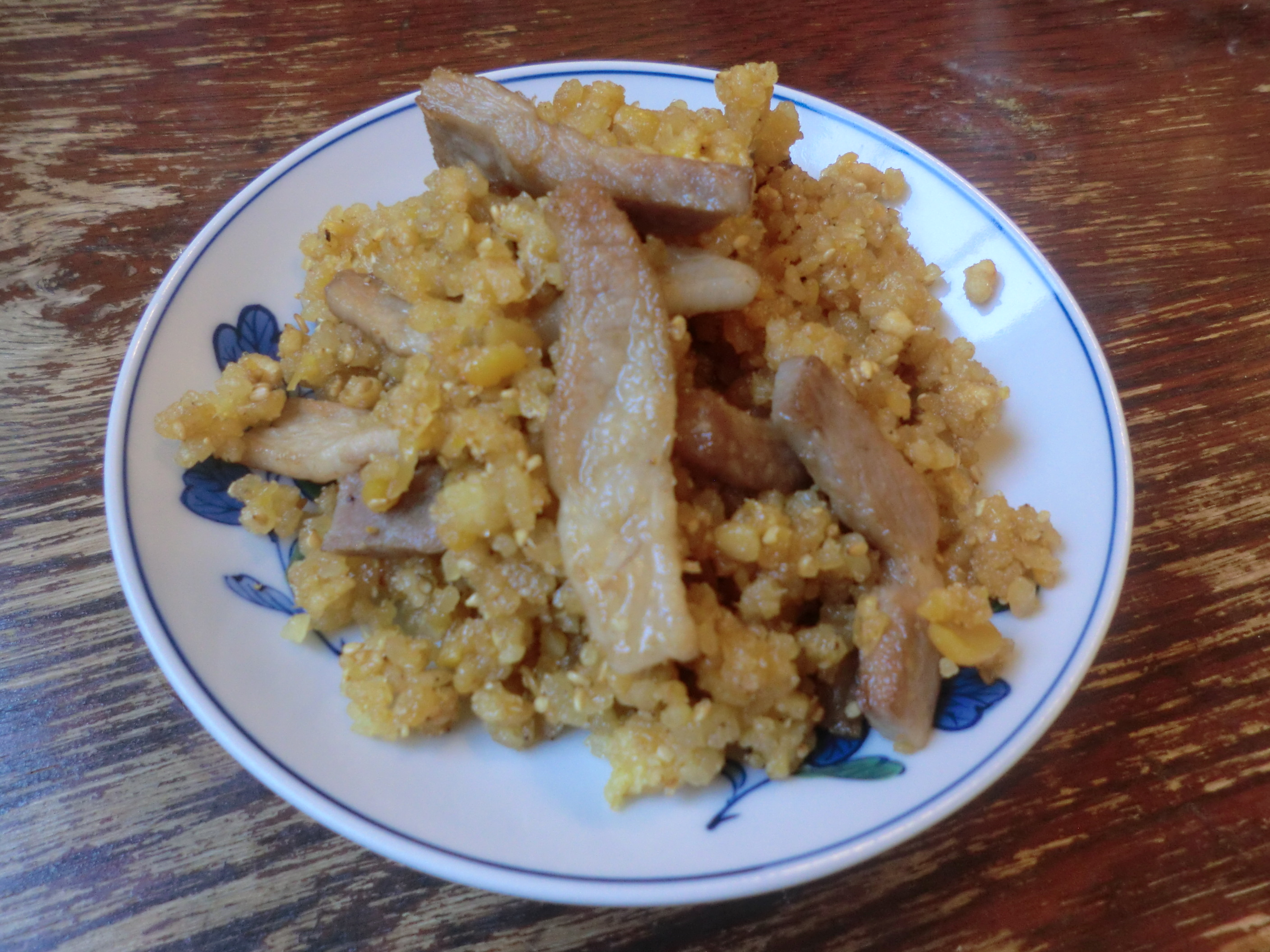
豚肉の粒味噌和え

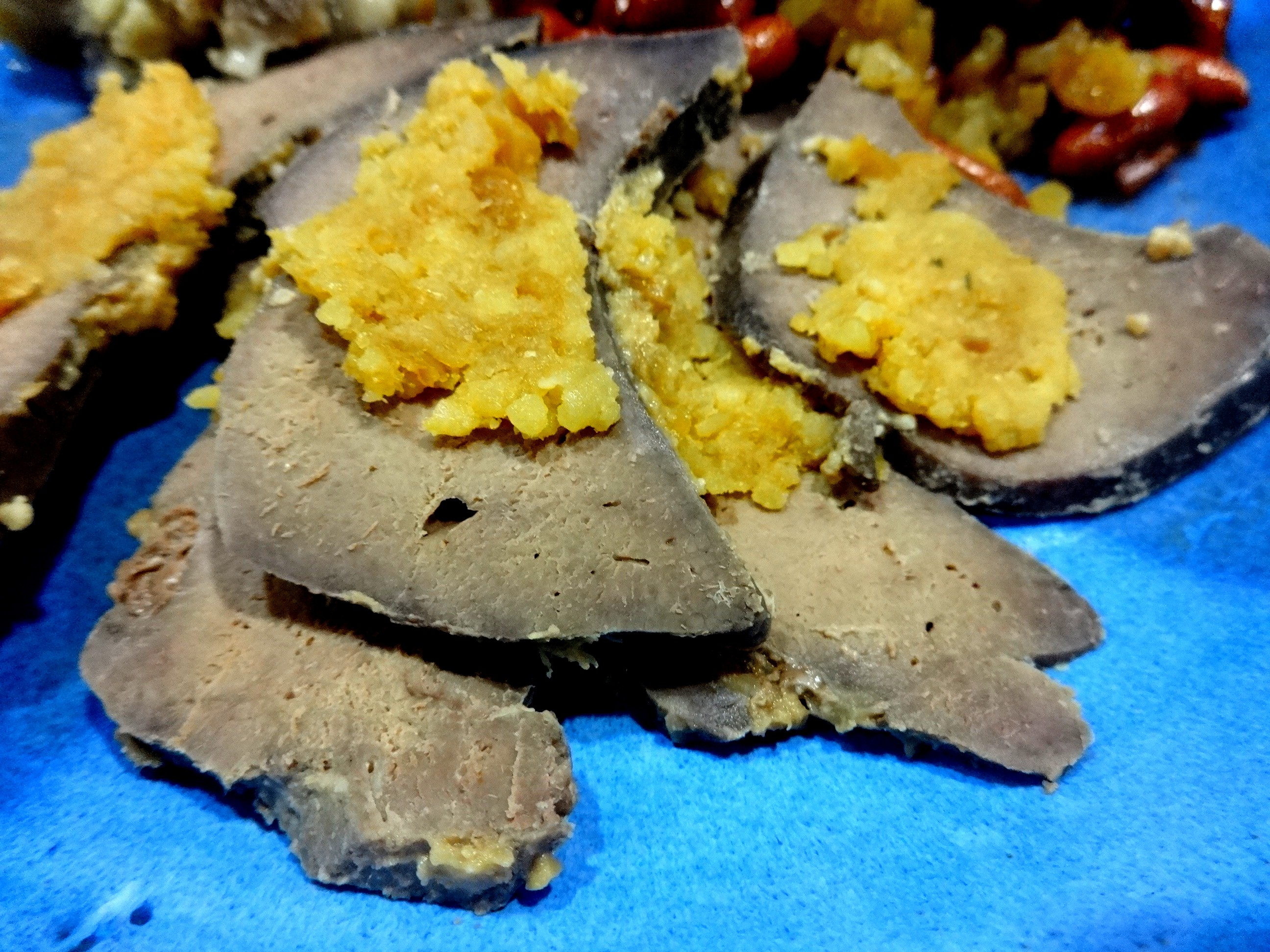
豚レバーのみそ漬け

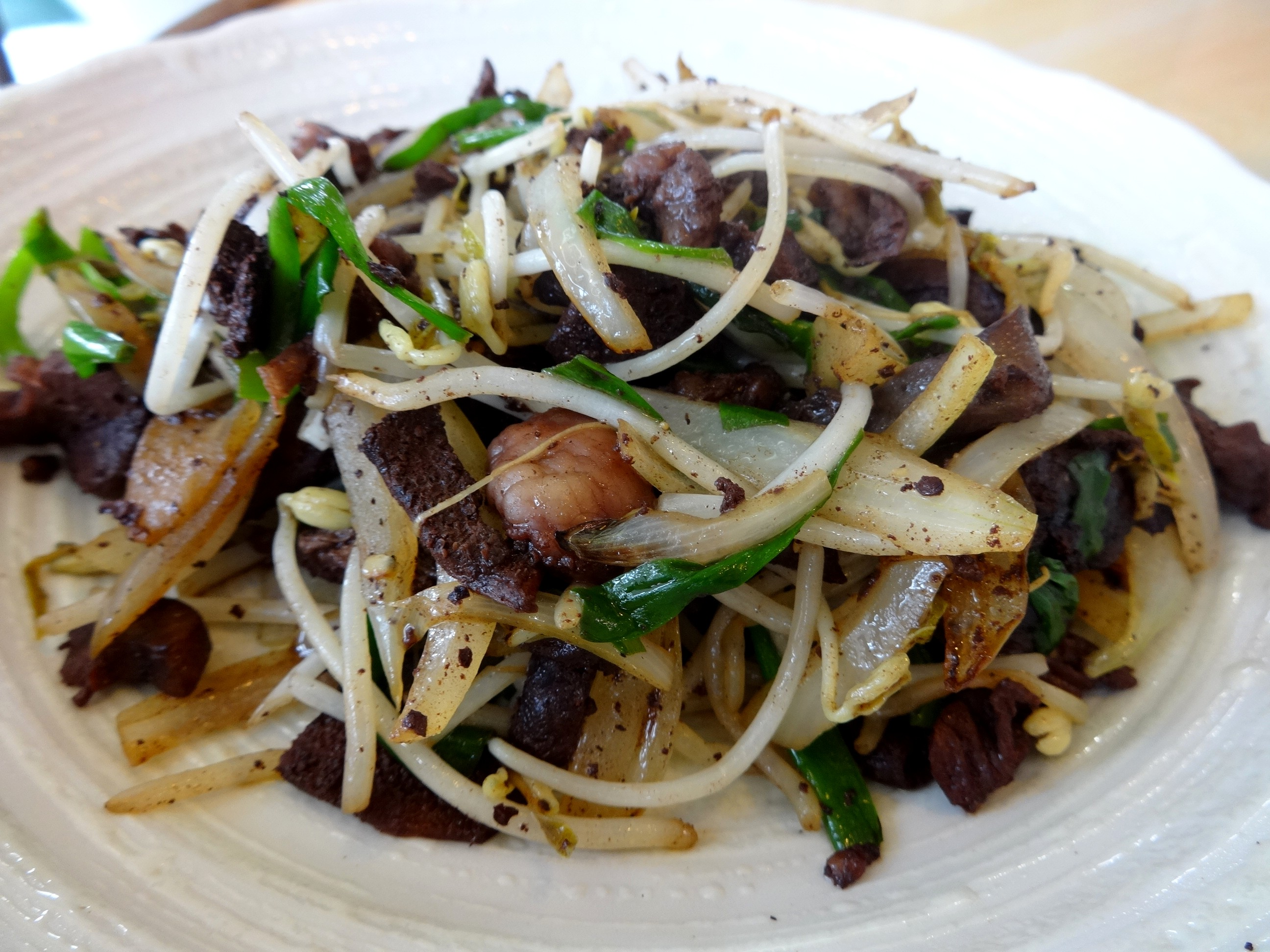
喜界島の山羊のからじゅうり

- 塩豚 - 豚肉の塩漬け（ましゅちけぃ）。沖縄料理のすーちかー。旧来、豚便所を含め、家庭で育てた黒豚は正月などの祭礼の際に限って食べたが、一部は塩漬けにして保存しながら食べられた。多くは塩抜きして煮物にしたが、現在は冷蔵できるため、塩を少なめに使ったばら肉を、数日熟成させた後にスライスし、焼いて食べることも多い。
- うゎんふねぃ（豚骨料理） - 「うゎ」（豚）の骨。薩摩料理と共通する味噌甘辛煮であるが、薩摩が三枚肉とあばら肉を主に使うのに対して、奄美では豚足や脂身も利用する[7]。またツワブキあるいはオイランアザミもよく加えられる。
  - うゎんふねぃやせぅ（豚骨野菜） - 上記にニンジン、ダイコン、ツワブキ、サトイモ、ジャガイモなどの野菜（やせぅ）やつき揚げなどからいくつかを加えた甘い煮物。八重山列島にも似た料理があるが、使う野菜にやや違いがある。
- うゎんはぎ - 豚足の味噌甘辛煮。「うゎ」（豚）の「脛」（足）という意味。
- つらんこ（面の皮） - 豚の顔の皮。多くは味噌漬けにする。豚耳もみんぐり、みんがわ（耳皮）として味噌漬け、酢味噌和え、炒め物などにする。
- きむつけぃ（肝漬け） - 豚のレバーを茹でて粒味噌に漬けたもの。茹でたレバーを薄く切って、粒味噌、黒砂糖を混ぜた調味料と共に食べる場合もある。
- 猪（しし）料理 - 奄美大島にはスダジイなど、餌となるドングリが豊富なためにリュウキュウイノシシも多く、食用に狩猟が行われており、店舗でも肉が販売されている。西郷隆盛も奄美大島でよく食べたという[8]。イノシシ汁の他、現在はすき焼き、焼肉などにも応用されている。
- やぎ料理 - 祝いの席で振舞われる。ヤギ汁、刺身[9]、炒め物など。浜辺の野草を食べている喜界島のものは臭みが少ないとされ、刺し身だけでなく、握り寿司を出す例もある。ヤギは奄美大島南部以南で、ひんじゃーなどと呼ぶ集落もある。
- からじゅうり（唐料理） - 喜界島で食べられている、葉にんにくなどの野菜とヤギの肉、内臓に血を炒め合わせた料理。沖縄料理の「血いりちー」が豆腐状に固めた血を素材として使うのに対して、喜界島のものは肉に血液と臭い消しのショウガ汁を加え、野菜と炒める[9]。豚に置き換えたものもある。
- まじむん（ハブ） - 現在は一般にハブ酒に利用される程度であるが、観光客向けにから揚げ、スープなどにされた例もある[10]。

## 魚介料理

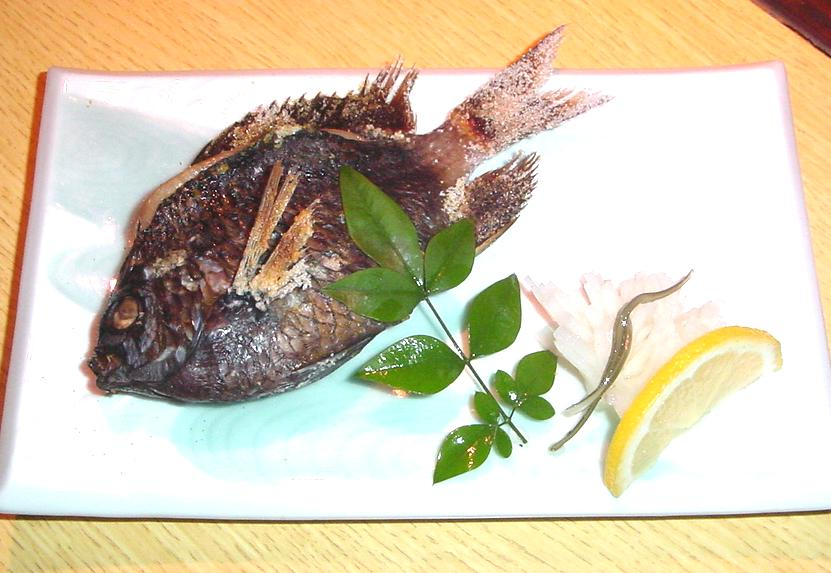
アマミスズメダイの塩焼き

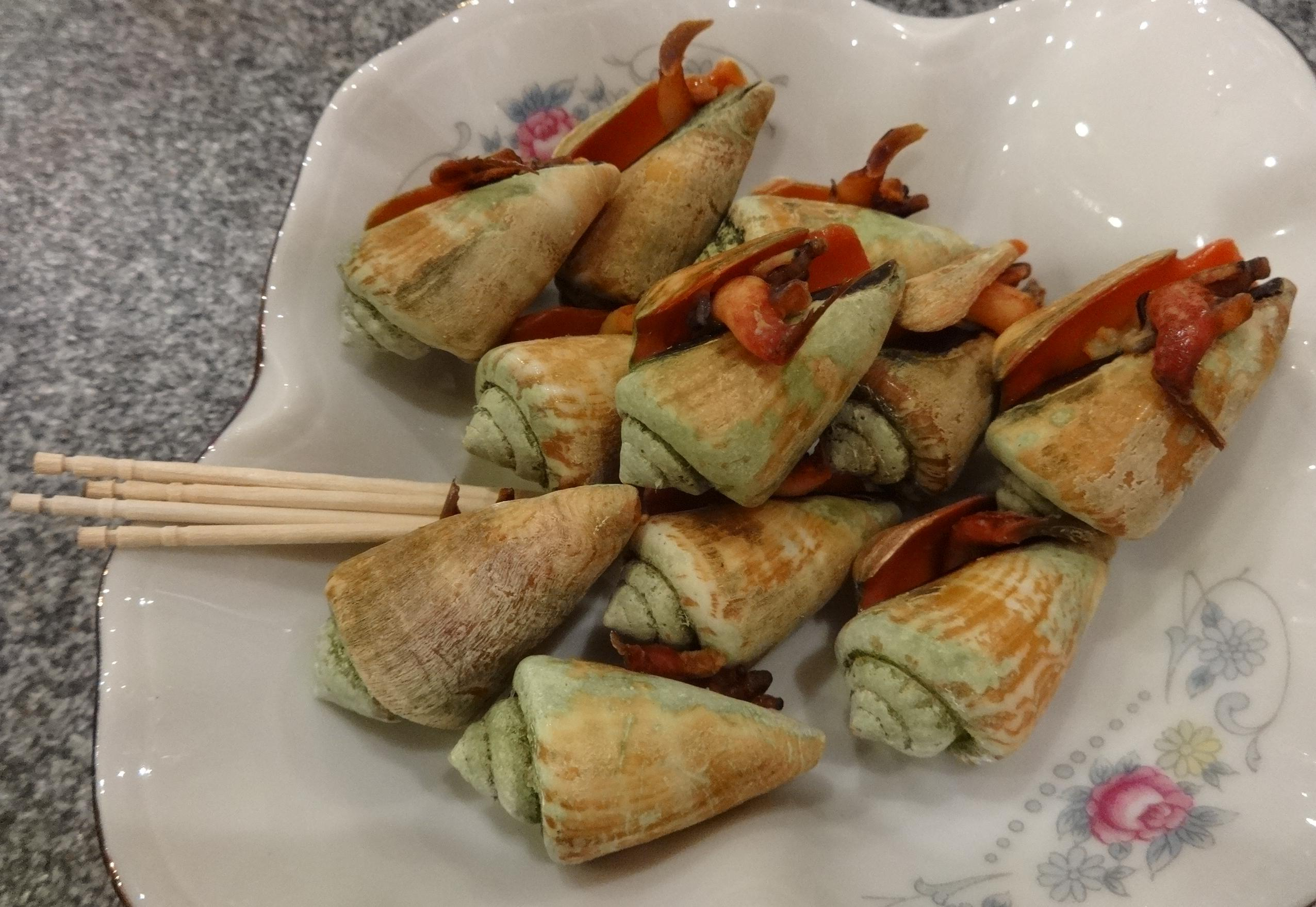
奄美大島のとぅびんにゃ(マガキガイ)塩ゆで(南部ではてぃらだなどと呼ばれる)

- はーうるめぅ（クマササハナムロ、赤うるめ）のから揚げ - 沖縄料理のグルクンから揚げに似るが、腹の色が赤い。鹿児島県でつきあげ等と呼ばれる薩摩揚げの原料としても使われる。
- くるうるめぅ（タカサゴ、黒うるめ、与論島で むれーじ）のから揚げ - 沖縄料理のグルクンから揚げ。
- かたやす - あごひげの様な触覚器官があるヒメジ科の魚。身が美味で、から揚げ、塩焼き、煮つけなどにする。
- しび（うきんしび、小さいキハダマグロ）の刺身。身はクロマグロよりも淡い桃色をしている。
- とかきん（イソマグロ）の刺身 - 沖永良部島では入り江への追い込み漁（まはだぐめぃ）で捕られ、食べられてきた。
- バショウカジキの刺身
- シイラ（ひゅー、まんびき） - 冬が漁期。刺身の他、味噌漬けを刺身、茶漬けとしても食べる。
- ブダイ（いらぶち） - アオブダイなどの皮を湯引きして、刺身を肝を加えた酢味噌で食べる他、身をフライにしたり、幼魚をから揚げにして食べる。
- あかまつ（ハマダイ、ちびき）の刺身 - うま味が強く、正月の三献など、祝いの席に欠かせない魚であるが、近年漁獲量が減り、高級魚となっている。
- くろまつ（ヒメダイ）- あかまつ（ハマダイ）と同じく、これも刺身にする。
- うんぎゃるまつ、ほた（アオダイ）- これもうま味が強く、刺身にする。沖縄では「しちゅーまち」と称して塩煮にもする。笠利漁港が特産化を進めており[11]、米飯に切り身を載せ、出汁をかけて食べるうんぎゃる丼もある。
- ひき、ふぃき（スズメダイ）のから揚げ - スズメダイ科のずーずるびき（アマミスズメダイ）、あやびき（オヤビッチャ）などに小麦粉をまぶして、油で揚げる。ひきは他に塩焼きなど。子持ちのものが珍重される。
- かちゅ、かそ（カツオ、与論島でかつー） - 奄美大島も一本釣りが盛んで、身は刺身、生節、鰹節、味噌漬け、魚味噌などに利用し、煮汁は煎脂（せんじ）という調味料、内臓は塩辛（からしゅ）にする。大型のうぶす（スマカツオ、スマ）もまれに捕れる。
- そーら（カマスサワラ） - 刺身、味噌漬けなど。奄美市住用町、瀬戸内町などで銛で突いて漁をする。
- あばす（ハリセンボン、あばし） - 主にから揚げ、味噌汁にする。
- ねぃばり（ハタ類） - 主に煮付け、刺身にする。与論島で「にーばい」、沖縄では「みーばい」。
- はーじん（スジアラ） - 刺身、煮魚などにされる白身の最高級魚。沖縄や香港などでもハタ類の中でも高級魚として食べられている。
- まくぶ（シロクラベラ） - 刺身、煮魚などにされる白身の希少高級魚。
- とんか（ウツボ） - 沖永良部島で大型のウツボのこと。奄美大島では「うじ」。
- すれぃん（キビナゴ、やし） - 薩摩料理では刺身にして酢味噌で食べるかから揚げが定番であるが、奄美のものは総じて小さいので、煮干し（ざこ）や塩辛（すれぃんがらしゅ）の材料[12]、素揚げの素材としてよく使われる。大きいものは木の葉で包み焼きにもする。
- 漁なぐさみ - 徳之島の漁師料理で、浜で煮た魚の寄せ鍋[13]。
- とぅびんにゃ（瀬戸内、宇検で てぃらだ、与論島で てぃだら） - 土佐料理のちゃんばらがいと同じく、マガキガイを茹でたもの。おーさとともに汁物にもする。
- やくげえ（ヤコウガイ） - 夜光貝はサザエと同科の大型の巻貝。身を刺身で食べる。磨くと真珠光沢がでるため、食べたあとの貝殻もみやげ物として売られている。古くは杯にも加工されて重要な交易品となった。
- かたんにゃ（チョウセンサザエ、与論島で「まきにゃ」） - 俗に島さざえとして売られる。サザエに似るが、殻に突起がない。小ぶりのコシダカサザエも同様に煮付けやつぼ焼きにする。
- すわりんにゃ（シャコガイ） - まれに刺身などにされる。
- くんまー（ヒザラガイ、げぅじま、くじま）の酢味噌和え - 喜界島で「くんまー」、奄美大島で「げぅじま」と呼び、茹でて殻を外し、調味する。他に醤油風味の旨煮、味噌漬け、炒め物などにされる。
- こーまん、こーむぃ（イソアワモチ） - 沖縄県北部の伊江島での「ほーみー」の食用が有名であるが、奄美大島北部でも下処理して茹でたものを酢味噌和えなどで食べる集落がある。徳之島でも「ほーめぅ」と呼んで食べる人もいる。
- たく、とほ（タコ、喜界島で「とー」） - 本州などのマダコではなく、ワモンダコ（島だこ。大きい）、シマダコ（縞蛸）やウデナガカクレダコ（すがり、しがり。小さい。沖縄県石垣島でうずむな。）などを大潮の干潮時に珊瑚礁で取ってくる[14]。この漁を「いざり」という。刺身、茹でタコ、味噌和えにして食べる。
- ソデイカ - 沖縄で「せーいか」と呼ぶ大型の赤いイカ（いきゃ）で、刺身や粒味噌和えにする。与論島では沖合で旗流し漁が行われ、最も重要な水産品となっている。
- いび（イセエビ類） - 奄美群島ではシマイセエビ（おーいび、青海老）、カノコイセエビ（はーいび、赤海老）が主で[15]、他にニシキエビ（とらえび）などが捕れる。茹で海老、炭火焼き、刺身、味噌汁などにされる。「すぇで」と呼ばれる脱皮直後の柔らかいものが珍重される[15]。
- くちがん、てごしゃ（セミエビ） - 刺身、茹で物、焼き物、味噌汁など、イセエビ類と同様に食べられ美味る。
- たなが、たんが（テナガエビ）の天ぷら - 淡水産で、薄い衣を付けて揚げる。本州など本土で一般的な素揚げや掻き揚げではない。
- さい、すぇ（ミゾレヌマエビ）の天ぷら - 淡水産だが、長い腕がない。これも薄い衣を付けて揚げる。
- かめんくゎ（ミナミスナホリガニ）の素揚げ - 砂浜にいる小さなカニで、揚げて塩味で食べる。
- がしち（がっす、がっちゃー、はちち、ウニ） - 旧時は奄美大島でも豊富に取れたが、温暖化などにより減少し、現在はしるがしち（シラヒゲウニ）が7-9月の解禁期間の初めに少量流通する程度。卵巣を生で食べるか、塩漬け、煮物にする。
- ちきあげぃ（つき揚げ） - 浙江料理などにもあるが、沖縄料理である「チギアギー」が語源ともされており、全国的には薩摩揚げと呼ばれる練り物の揚げ物であるが、砂糖入りで、甘味が強い。奄美大島では瀬戸内町古仁屋のものが珍重される[16]。トビウオ（とぅびいゅ）類などが利用される。

## 野菜料理

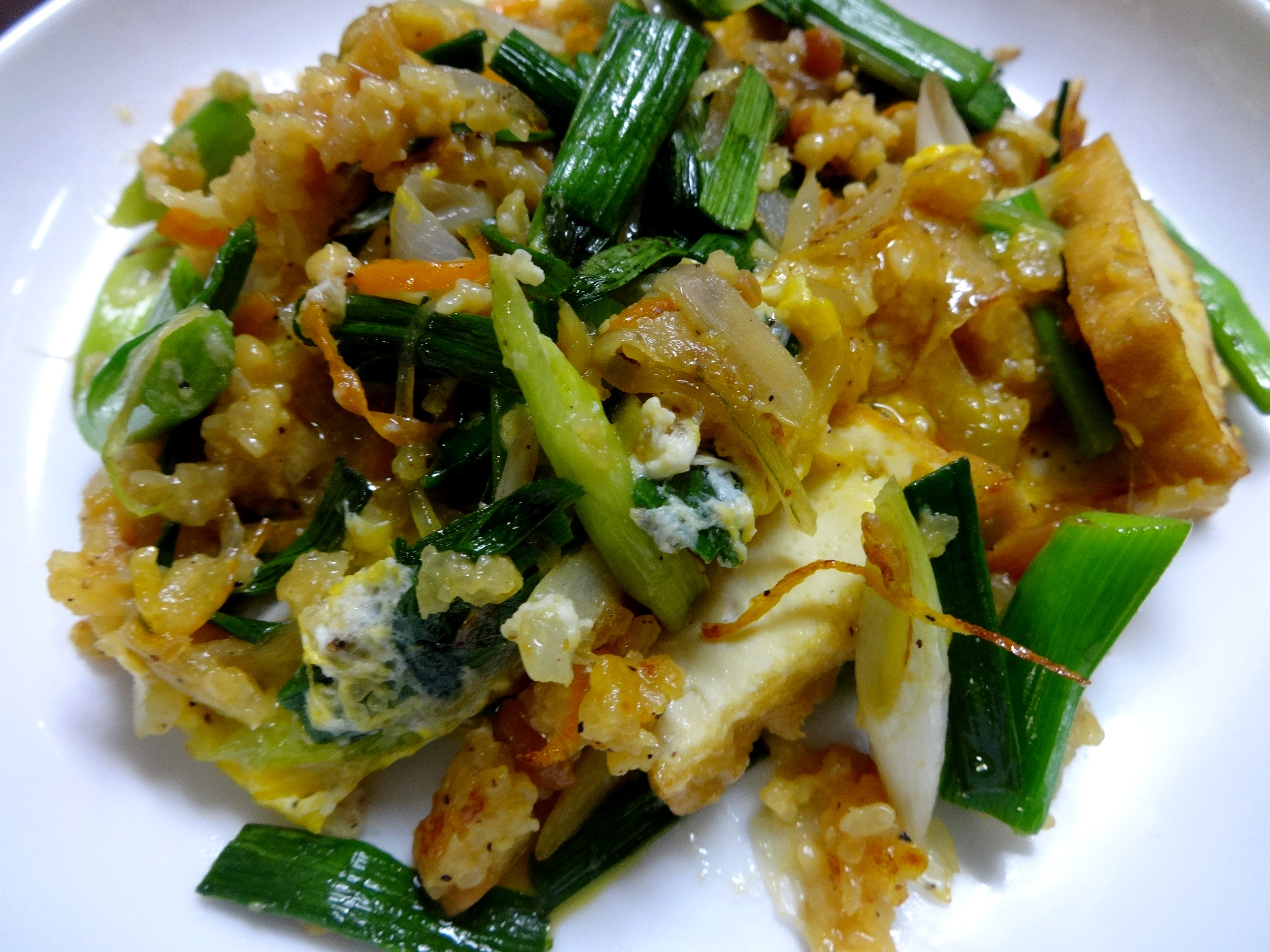
葉ニンニクと卵と揚げ豆腐の味噌炒め

本土と同様の野菜（やせぅ）も用いられるが、特徴ある食材、料理について記す。
- にぎゃうい、にぎゃぐり（苦瓜、にじゃうい）の粒味噌炒め - 豚肉、鶏卵を加えることもある。醤油を使う沖縄料理のゴーヤーチャンプルーとは風味が異なる。
- いとうい（糸瓜、なぶら、なぶりゃー）の味噌煮 - 未熟のヘチマを使った夏の料理。沖縄料理でも「なーべらーんぶしー」として食べられている。
- まんじゅまい、まんじょまい、もっくゎ（パパイア） - 果物用とは別の品種の、青い生のものを漬物や炒め物とする。与論島では「ぱんしょーうぃ」。
- まんじゅまいぬ つけぃむん（パパイヤ漬け） - 奄美大島などで、青い未熟なパパイア（まんじゅまい、もっくゎ）の実の果肉を酢漬け、味噌漬け、醤油漬けなどにしたもの。パリパリした食感があり、みやげ物としても広く販売されており、鶏飯の具にもする。
- ムンジョ青い未熟なパパイア（まんじゅまい)をせん切りにして、塩もみしてから酢味噌、ゴマ、ピーナッツ和えにしたもの。豊年祭の力飯のおかずにされる。
- ブシュカン漬け - 沖永良部島などで作られる、丸い形のブッシュカンの漬け物。
- しぶり（トウガン）といらぶちの酢味噌和え
- ぴゃーすー - トウガンをくりぬいて、細く切った実を魚の切り身と和えた酢の物。与論島の料理[17]。
- 有良大根（あったでーくねぃ） - 奄美市有良集落特産の短いダイコン。煮物、刺身の妻、酢の物などにされる[18]。
- とっつぶる、とーちぶる - 東洋カボチャの地方品種。奄美市笠利町の在来種は長いヒョウタン型で、長カボチャともいう。つぶる、ちぶるはユウガオを意味する語。とっぴょう（喜界島）、とつぃぶる（沖永良部島）、なるかん（与論島）などとも呼ばれる。
- むじ、くわり - 田芋の茎。サトイモのずいきに似るが、えぐみが少なく、茹でて酢味噌和えにしたり、油炒めなどにする[19]。
- がっきょー（島らっきょう。だっきょ、だっちょー、ざっこー） - 生で醤油をかけたり、粒味噌を添えたり、天ぷらなどにして食べる。また、きび酢漬け、塩漬け、黒糖漬けなどにも加工される。
- はんだま（水前寺菜）の酢味噌和え - スイゼンジナ（与論島ではぱんだま）は他に白和え、天ぷら、サラダなどにもされる。
- さくなー（ボタンボウフウ、長命草[20]、潤命草[21]） - 海岸に生えるセリ科の植物で、苦味があるが、風邪や腎臓病に効くともされる。沖縄では以前から栽培もされてきたが、奄美では近年になって普及し、和え物、天ぷらなどで食べるようになった。
- あざみ、あざん、あざまねぃげぃ（オイランアザミまたはシマアザミ） - 葉から棘のある部分を取り、葉軸だけをツワブキのように煮物にして食べる。シマアザミは「向春草」の名で栽培や茶外茶、青汁などの加工品開発も試みられている。
- むた（ぬた） - しんむとぅ（ワケギ）などの酢味噌和え。とびんにゃなどを加えてもよい。
- フダンソウと豚肉の味噌煮 - フダンソウは砂糖原料のひとつであるテンサイの亜種。沖永良部島でしゅーんなと呼ぶ。西日本で広く栽培されるが、奄美では青茎で、葉柄が短く、丸葉のものを多く栽培[22]。豚肉と煮物にされる。あざみの葉軸、昆布などを加える場合もある。
- ふるいっき（葉ニンニクと塩豚の炒め物） - 冬場12月末-3月だけの野菜である葉ニンニク（ふる）[23]と塩漬け豚三枚肉の炒め物。沖永良部島では「ひるあぎ」、喜界島では「ひるいっちゃーしー」。適宜ニンジンなど他の野菜、アラゲキクラゲ（みんぐり、みんこーら）、豆腐などが加わる場合もある。
- ニンニクの塊根（ふるんがぶ） - 沖永良部島などで塩漬け、黒糖漬け、きび酢漬けにする。
- つばしゃ（ツワブキ、つわ） - 葉柄を佃煮、煮付けにする。沖縄料理（リュウキュウツワブキを使用）、薩摩料理にもある。大晦日に作るうゎんふにには欠かせない。また、黒糖で飴煮（グラッセ）にしてつば菓子にもする。
- 野菜の煮しめ - 里芋の八つ頭、昆布、干し椎茸の戻したもの、こんにゃく、人参、タケノコ、厚揚げなどの甘い煮物。厚揚げの代わりに高野豆腐が入れる場合もある。
- くさんでー（小桟竹） - 島たけのこ、こさんだけなどとも呼ばれ、若い部分を天ぷらや煮物に利用する。
- ふーまめぃ（ソラマメ） - 与論島ではとーまみ。薩摩半島と同様に広く植えられており、煮物や揚げ豆にする。喜界島は栽培が盛んで、そら豆醤油も作られている。
- ほろまめぃ（ジュウロクササゲ、ふろー） - 中国でも一般的なつる性の長いササゲ豆。
- 味噌漬け豆腐（みすじけぃとふ） - 熊本県にもあるが、沖永良部島の名物料理で味噌の種類が異なる。沖縄料理の豆腐ようの変形か。
- じまむぃどふ（地豆豆腐） - 沖縄料理（じーまーみ豆腐）、薩摩料理（だっきしょ豆腐）にもあり、昔は盆など、季節の食べ物であったが今は年中ある。とろみがある甘辛い醤油を付けて食べる。与論島ではじんまみとーぷ。
- 地豆の粒味噌炒め - 薄皮付きで揚げた地豆（落花生）を使う。地豆は塩茹でにもする。
- 椎の実 - 奄美大島には渋みのないドングリが取れるスダジイ（別名オキナワジイ、イタジイ、シイノキ）が多く、実を炒って食べたり、煎餅に入れて焼くなど、食用にされている。リュウキュウイノシシの餌にもなっている。

## イモ料理
- ジャガイモ - 赤土土壌で栽培が盛んな土地では春一番（徳之島）、春のささやき（沖永良部島）のようなブランド品になっている。煮物などの他、徳之島や沖永良部島では北海道のいももちに近い馬鈴薯餅も作られている[13][19]。
- うむ、まん（サトイモ） - 石川サトイモという品種が沖永良部島、与論島を中心に栽培されており、煮物、味噌和えなどに使う。隆起珊瑚礁や赤土の米作に不向きな土地では、かつて正月の三献の一の膳（雑煮）に餅の代わりにサトイモの親芋（八つ頭）を入れて作った。
- たうむ（田芋、たーむじ） - 蒸して黒砂糖をまぶしたり、味噌和えにする。茎はくわりと称し、野菜とする。
- こうしゃまん、こっしゃ（ダイジョ） - ヤマイモやヤムイモは同属異種で、大きくなるのが特徴。切り口が紫色の紅芋と白いものがある。奄美大島南部では三献の一の膳（雑煮）の具のひとつとして使われる。

## 海草料理

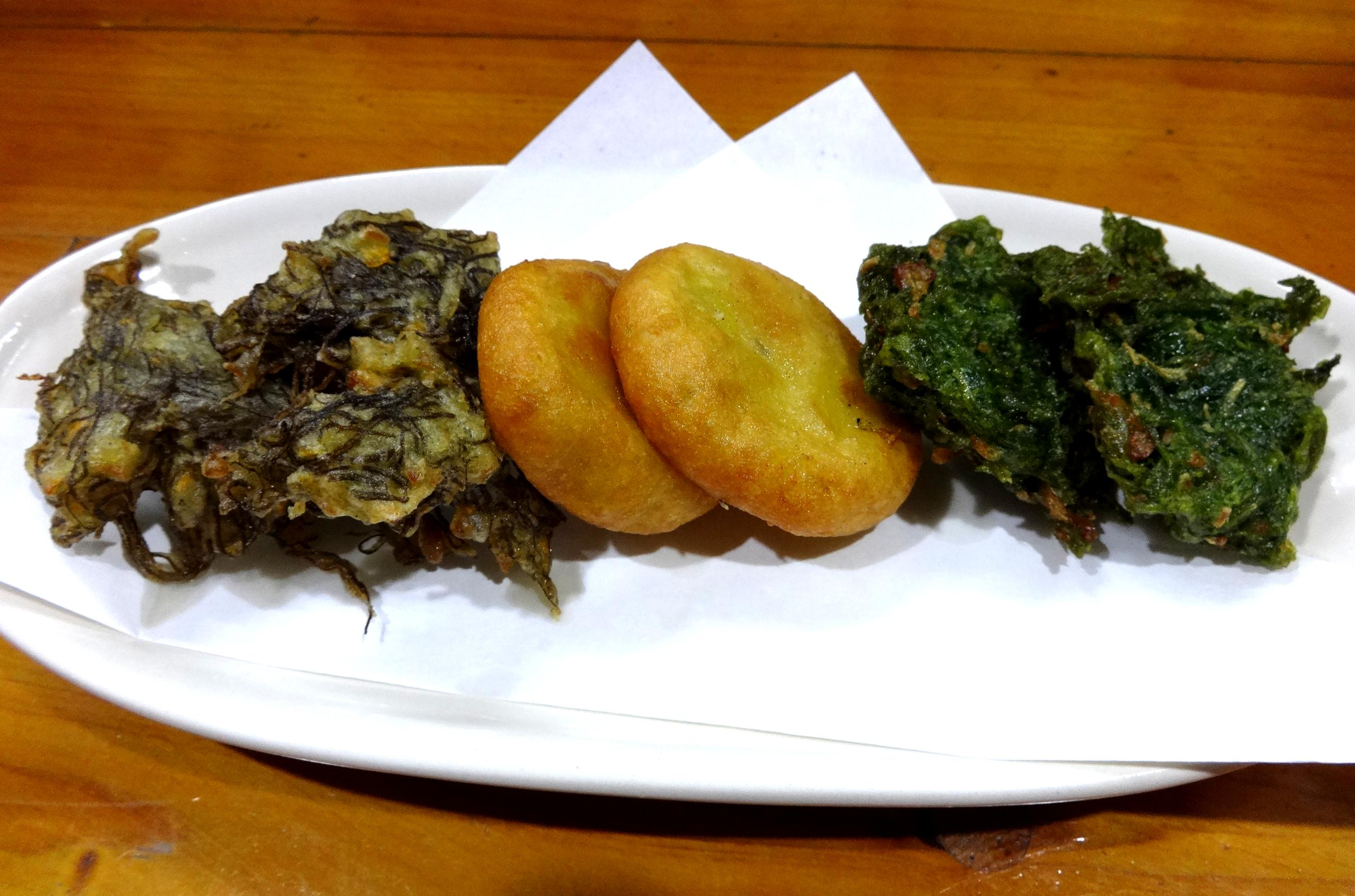
左からもずく天ぷら、糯米天ぷら、あおさ天ぷら

- しるな（ユミガタオゴノリ） - オゴノリ科の紅藻であるユミガタオゴノリなどは春に採られ、味噌汁や酢の物にされる[24]。沖縄ではスーナと呼ぶ。
- おーさ、あーさー（アオサ） - 沖縄料理のあーさーと同じく天ぷら、卵焼き、汁物の具など。喜界島でもあーさーと呼ぶ。
- すのり（モズク、しのり） - 軽くゆでて酢の物、サラダなどにして食べる。卵焼きに混ぜたり、巻き込むこともある。与論島では「しぬい」といい、これを乾燥粉末にして練り込んだ乾麺がある。
- 海ぶどう（クビレズタ、与論島で「しぴだ」） - 洗って酢の物、サラダなどにして食べる。徳之島にはこれを練り込んだ海ぶどうそばがある。
- もー（ホンダワラ）の含め煮 - 第二次世界大戦の時期から戦後の貧窮時代には、イモ類と炊き合わせるなどして、食材に利用された。
- いぎし、かしきゃ - 海草のイギスを煮固めたもの。酢味噌で食べる。愛媛県のいぎす豆腐と違い、大豆は使わない。

## 汁物

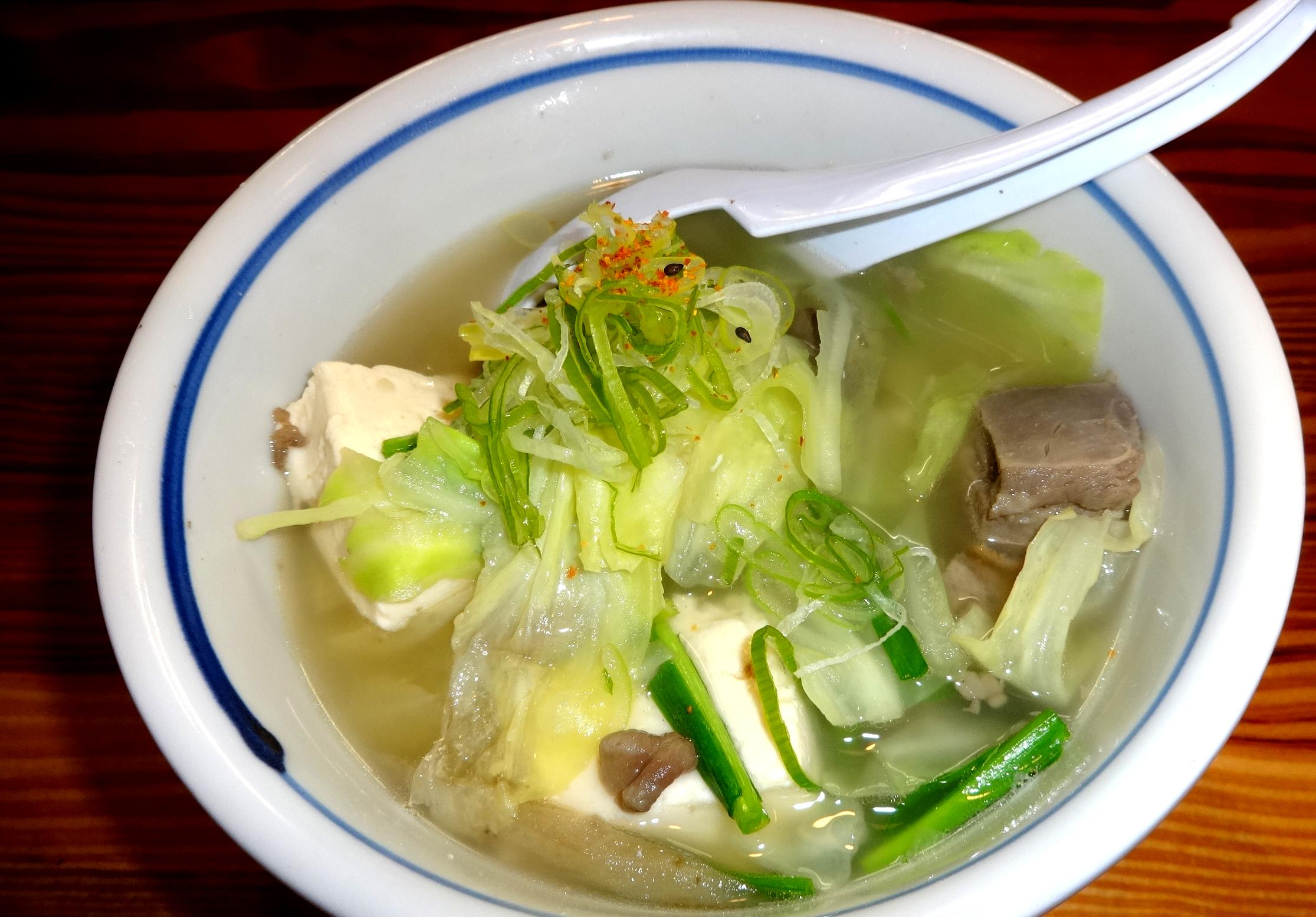
奄美大島の食堂の山羊汁

- 山羊汁（やぎじる、ひんじゃじる） - 奄美群島は行事食としてヤギを捌いて、骨も煮て、味噌汁にする。他に沖縄県や鹿児島県のトカラ列島でも食べられる。ヤギの料理は映画『2つ目の窓』にも描かれている。山羊は喜界島で「やじー」、奄美大島南部で「ひんじゃ」などともいう。
- 鶏汁（とぅりじる） - 徳之島ではヤギよりもニワトリを煮込んで、すり味噌で味をつけた鶏汁が行事食として重要である。薩摩の薩摩汁に似る。
- 血汁 - 沖永良部島知名町の住吉集落で作られる、豚の血を煮固めた豆腐状のものを加えた汁。台湾の「猪血湯」、広東省の「猪紅湯」に似る。
- まだ汁（烏賊墨汁） - ミズイカの身とイカ墨（まだ）を入れた味噌汁。
- 糸瓜（いとうい）の味噌汁 - 身が柔らかい、若いヘチマの実が取れる初夏に作る。食感はトウガンまたは長茄子に近い。
- あばし汁 - ハリセンボンを具にした汁。沖永良部島でよく食べられる。
- がん汁（蟹汁） - まーがん（モクズガニ）などをぶつ切りにして入れた味噌汁。
- ふやふや - まーがん（モクズガニ）やイワガニの腸を取り、殻ごとすりつぶしてから、殻を濾し分け、タンパク質を含む汁で味噌汁にする。奄美市住用町の料理だが、九州地方や四国地方、さらにベトナムにも類似のものがある。豆腐をすりあわせてややしっかりした固形にすることもある[25]。喜界島では「がんふかしい」と呼ぶ。
- うとしる - 喜界島で盆や法事の時に食べる、荒挽きのもち米粉、きび粉、麦粉などに黒砂糖と水を加えて煮た汁粉。

## 米料理
- 豚飯（うゎみし、ぶたみし） - 鶏飯のもとになった料理とされる。
- 鶏飯（けいはん） - 白飯の上に、各自で鶏肉、シイタケ、錦糸卵などの具とタンカンの皮、パパイヤ漬けなどの薬味を乗せ、鶏の出汁をかけて食べる出汁茶漬け風のもの。もともとは奄美大島の笠利町のみなとやで考案された料理だが、今では鹿児島県各地で親しまれ、奄美料理の代表のようになっている。最初からご飯に具と汁をかけて出すものは鶏飯丼などと呼ばれる。近年は米飯に代えて中華麺を入れた鶏飯ラーメン、鶏麺というメニューを出す店もある。
- 卵巻きおにぎり - 海苔（ぬり）ではなく、薄焼き卵で包んだにぎりみし（握り飯）。徳之島や奄美大島では一般的で、喜界島などでも見られる。豚味噌、魚味噌、ランチョンミート（チューリップハム）などをいっしょに包む場合や、さらに海苔を巻く場合もある。
- 粥（かい） - 徳之島では「むーじーがい（水粥）」、「かいばん（粥飯）」、「ぶるばん」などの呼び名で、冷蔵庫や氷で冷やした粥に具を載せて食べる。奄美大島でも冷やした粥が売られている。白粥の他、小豆粥（あじきがい）も同様に食べられる。
- 赤飯（かしき） - 慶事と七夕、三八月、豊年祭などの行事食。奄美市笠利町では行事食用の黒米の栽培も行われている。
- みしじまい - 与論島の豚肉、野菜混ぜご飯[17]。与論島でご飯を「まい」といい、大晦日には先祖に供える。
  - うんにーまい - 炊いた米に蒸かした田芋（またはサツマイモ）を潰して加える与論島の混ぜご飯。1月15日に食べる慣習がある。

## 麺料理

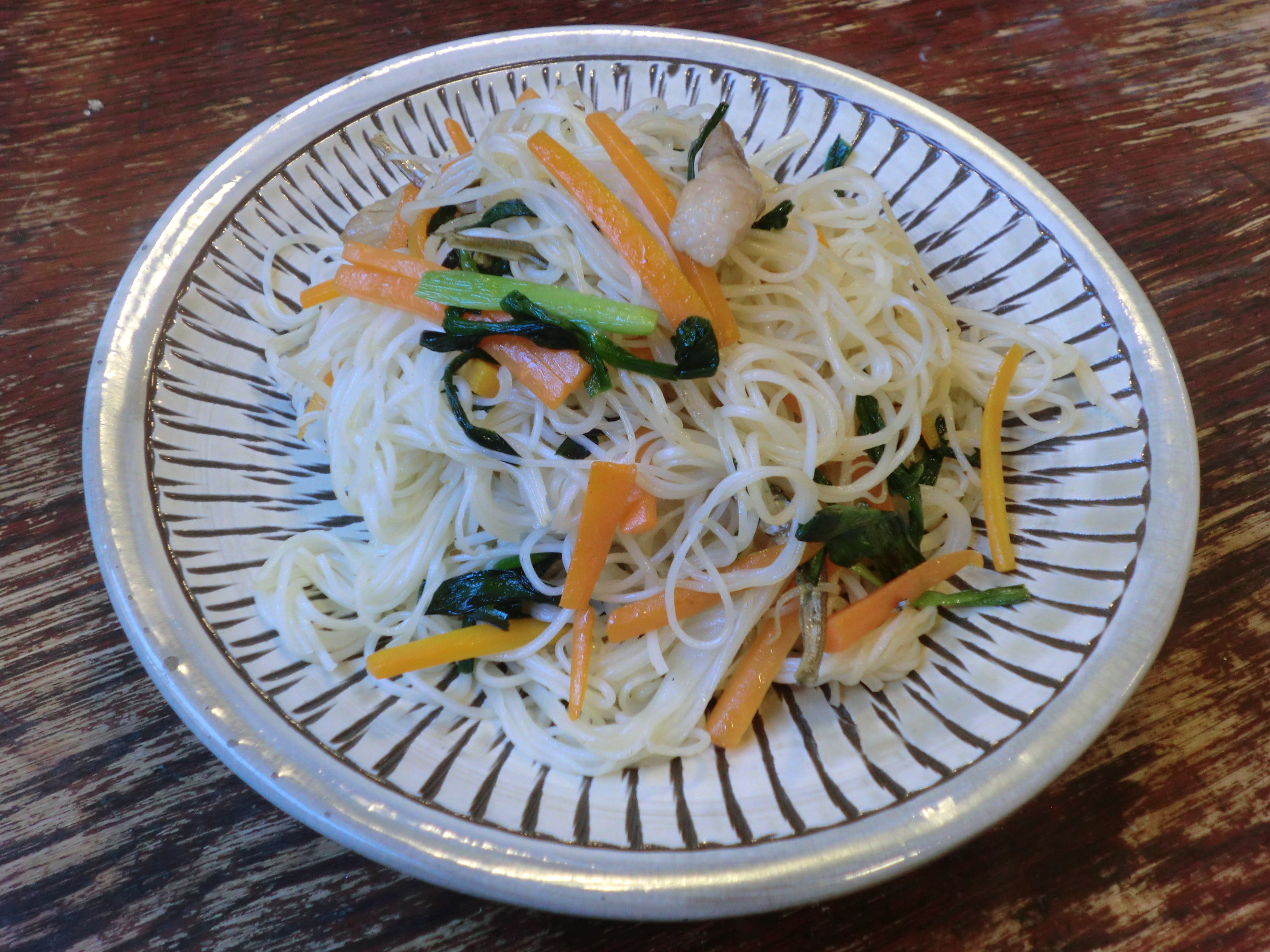
油ぞうめん

- 油ぞうめん - 奄美大島で「あぶらぞうむぃん」、喜界島で「そうむぃんすーき」[26]、徳之島で「あんばそうめぃん」という。炒め料理の沖縄のソーミンチャンプルー、沖永良部の「あぎそうめぃん」と異なり、炒めた煮干しとニラなどの野菜を具にして作るだし汁にゆでた素麺を絡めて仕上げる家庭料理。汁の量や具は家庭により異なり、干しうどんを使う場合もある。
- もずくそば - 与論島の特産。小麦粉と乾燥モズクの粉末を捏ねて作る麺類[17]（饂飩）。通常はだし汁に入れ、茹でたモズク、豚肉、かまぼこなどと共に食べる。沖縄県の伊平屋島にも類似の麺がある。
- モリンガ麺 - 与論島の新しい商品。小麦粉にモリンガの葉の粉末を捏ねて作る生麺で、そばつゆで食べたり、イタリア料理風のパスタとして食べられたりして普及しつつある。
- えらぶそば - 沖永良部島のシマグワとよばれる桑の葉を練りこんだ乾麺。沖永良部島ではじゃがいも麺も作られている。

## 菓子

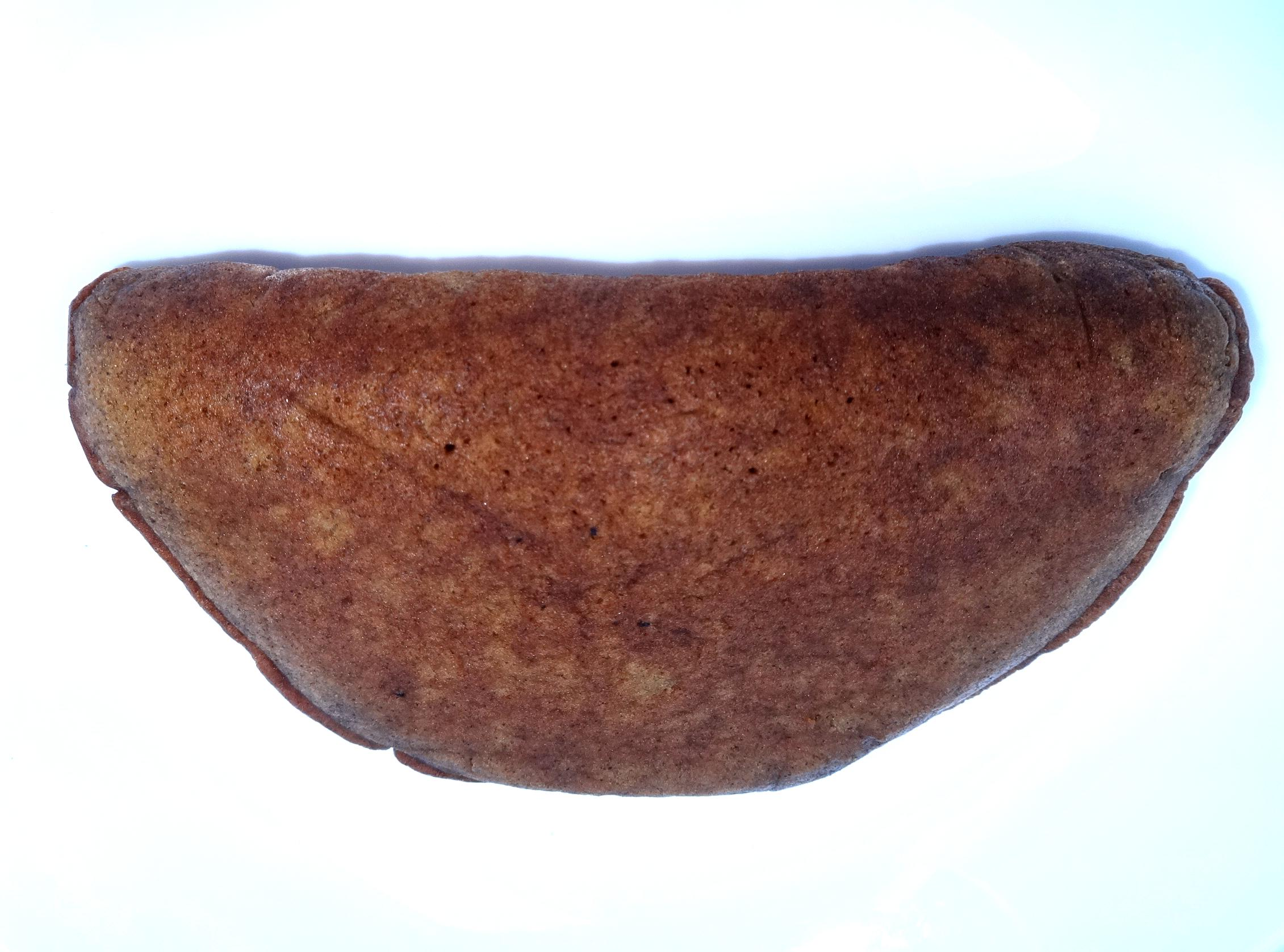
奄美市笠利町の舟焼き

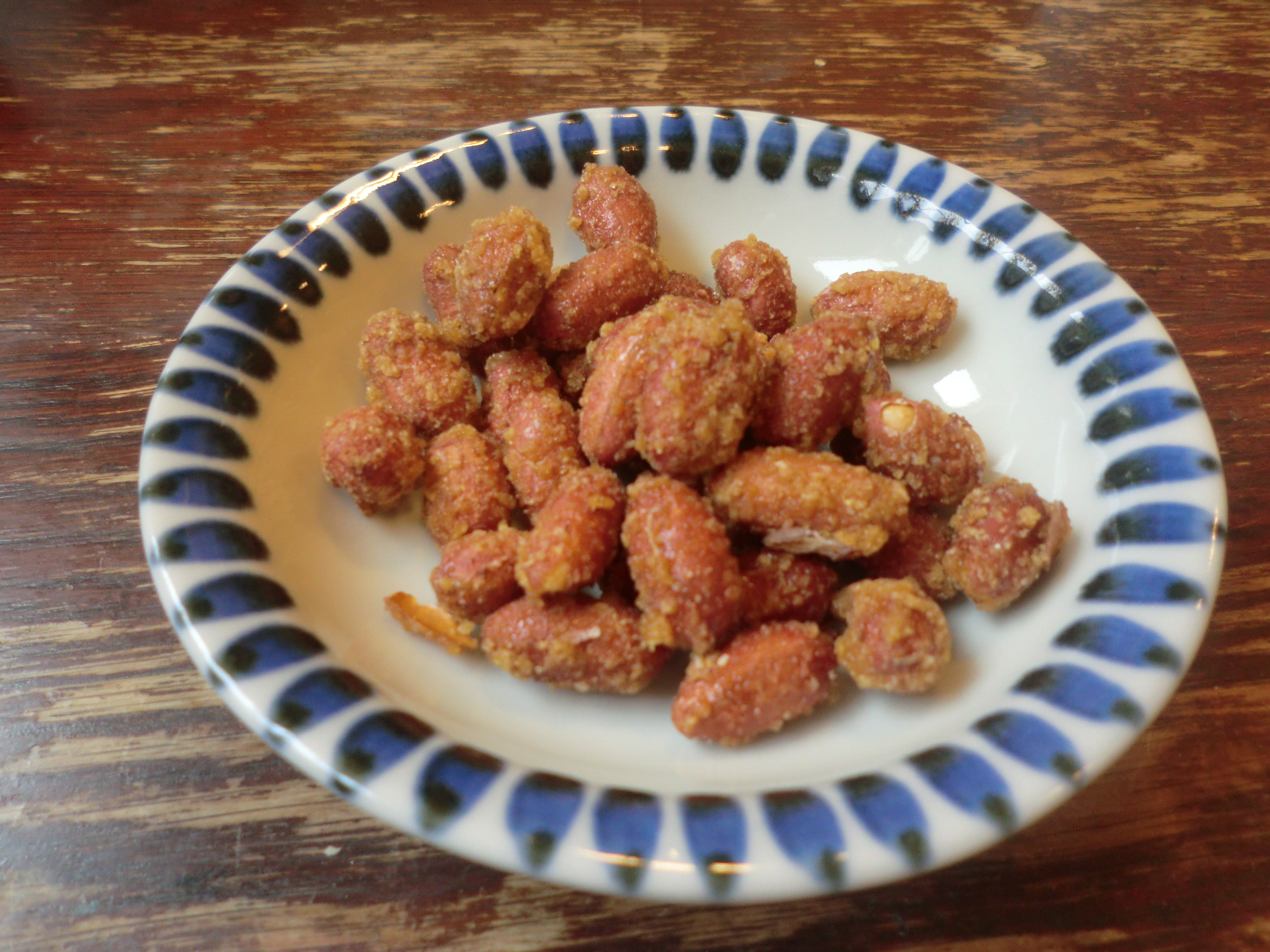
徳之島の味噌豆

- かしゃ餅（柏餅） - 米粉とヨモギの葉と黒糖で作り、ショウガ科植物のクマタケランかゲットウの葉で包み、蒸したもの。喜界島で「はさーむっちー」、沖永良部島で「ふちむち」、与論島で「ぷちむっちゃー」と呼ぶ。よもぎ餅、よもぎ団子とも呼ばれる。枕崎市などにもあるが、薩摩、大隅ではサルトリイバラ（かから）の葉で挟んだかからん団子が主に食べられている。沖縄県にゲットウ（さんにん）で包んだ「かーさむーちー」があり、沖永良部島では「はしゃぬはむち」と呼ぶが、ヨモギを入れない、茶色のものが多い。
- じょうひ餅 - 何も包まない求肥で、黒糖風味のものが多いが、タンカン風味のものなどもある。直方体に切り、オブラートに包むか粉末オブラートをまぶして食べやすくして売られている。
- あくまき - もち米を灰汁（あく）に漬けておき、晒しの綿布で作った筒に入れて煮ることで作られる、柔らかい餅状の食品。黄な粉などを付けて食べる。九州本土が竹皮包みで作るのとは異なる。もともとは五月五日の行事食。
- ひきゃげ、ひっちゃき - 蒸したサツマイモ（とん、はぬす）ともち米粉を混ぜて練ったスライム状のもの。材料は薩摩のからいもんねったぼと似るが、成型したり黄な粉を付けたりしない点で異なる。旧来はタイモ（くわり）や蘇鉄デンプンを用いた。1月18日になりむちを加工して食べる地域もある。
- たうむむち（田芋餅）- タイモを蒸して黒砂糖の粉（さんざた）を加えて突き、丸く成型する。黄な粉をまぶしたりして食べる。
- むちぐみてんぷら（糯米天麩羅、芋餅の天ぷら） - タイモやサツマイモを蒸して加えた柔らかい餅を小判型に作ってから、油で揚げるもの。
- ふくらかん - 黒糖風味の蒸しパンで、鹿児島ではふくれ菓子と呼ばれる。沖永良部島ではふくりぐぁし（膨れ菓子）。
- ふにゃやき（舟焼） - はったい粉（こうしん）、黒糖を使って、丸く焼いたものを巻くか半月型に折って小舟のような形に作る菓子。小麦粉、糯米粉（白玉粉）が加えられることもある。沖縄の小麦粉のちんびんに似るが、材料が異なる。喜界島では巻いたものを焼き餅（やちむっちー）と呼んでいる[27]。
- ゆきみし（雪飯[要出典]） - もち米粉と米粉と小粒の黒砂糖を混ぜて蒸す沖永良部島の菓子[19]。法事に欠かせない。
- 黒糖ドーナツ - 近年に沖縄県のサーターアンダーギーが伝わったものだが、奄美では小ぶりに作り、黒糖ドーナツと呼ぶ。
- 型菓子（むすこ、落雁） - はったい粉と砂糖をこねて木の型で蓮の花などの形に押し固めた行事菓子。
- がじゃ豆 - ラッカセイを炒って、加熱した柔らかい黒糖をまぶしたもの。名称は「さた豆」、「やじ豆」、「奄美豆」、「さんご豆」などと異なるが、奄美群島全体や種子島（「りんかけ」）などに見られる。沖縄のものは似た材料でも硬い飴で覆っている場合がほとんどで、食感が異なる。沖永良部島、与論島、奄美大島には両方のタイプがある。
- 味噌豆（みすまみ） - ラッカセイを炒って、加熱した味噌と黒糖をまぶしたもの。徳之島などで作られている。
- ぐまっかし（ごま菓子） - 喜界島特産の白胡麻を加熱した粉黒糖で固めたもの。胡麻と黒糖の比率や加工の仕方で外観、食感、風味に大きな違いがある。
- 黒砂糖（くるざた） - 純黒糖そのものを薄いブロック状にカットして茶請けなどとして、直接食べる。固まる前に練ったり、精製した砂糖を加えると食感が変わる。喜界島には細かい気泡を含ませた「うーぬー」という溶けやすく白い黒砂糖がある。奄美黒糖焼酎の原料用は1.5kgほどの大きなブロックに加工される。

## 果物

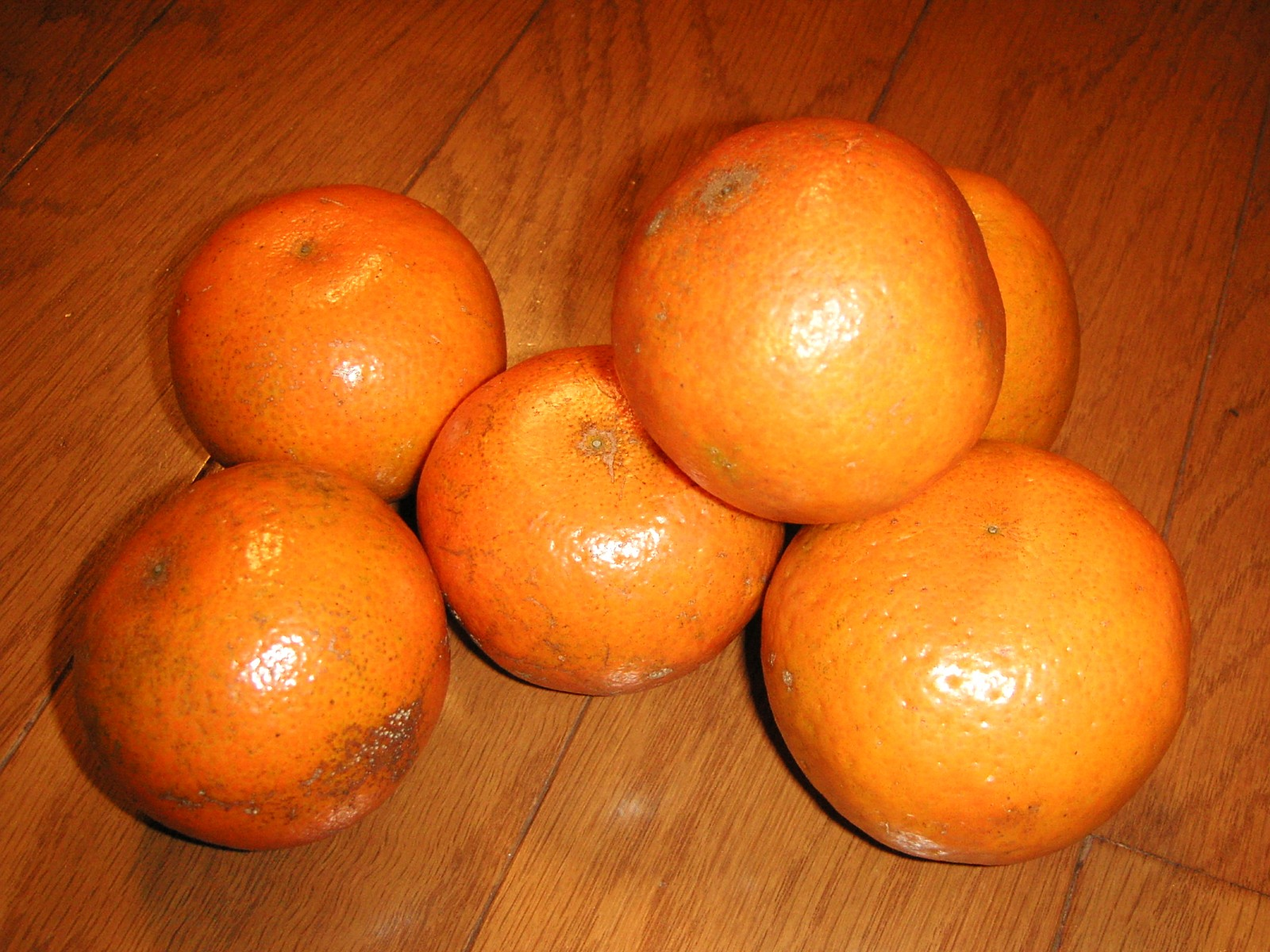
タンカン

果物は「成り物」（なりむん）ともいい、奄美特産のもの、伝統的に栽培が盛んでよく利用されているものに下記がある。他に近年はマンゴー、クダモノトケイソウ（パッションフルーツ）、ドラゴンフルーツ（レッドピタヤ）、アテモヤ、メロンなどの栽培も盛んである。2015年秋には害虫のミカンコミバエが大量に見つかったため、多くの果物の島外への移動が禁じられ、2017年に出荷再開となった。
- タンカン（桶柑） - ポンカンとネーブルオレンジの自然交配種。屋久島、沖縄本島などでも栽培されている。皮は陳皮のように刻んで鶏飯の薬味にもする。
- はーねぅかん（赤蜜柑、大紅柑） - [学名Citrus tangerina という柑橘類。赤みの強いオレンジ色で、従来は一般的であったが、近年は減っている。
- ポンキツ（椪橘） - 学名Citrus ponki という柑橘類。
- ヒラミレモン（平実檸檬） - 沖縄本島でいうシークワサーであるが、沖永良部島でしーくにん（酸九年）、徳之島でしーくにん（酸九年）、くねぃぶ（九年母）、ふねぃん（九年）、奄美大島でしまねぅかん（島蜜柑）などと呼んで、調理にも使用される[28]。
- けらじねぅかん（花良治蜜柑、けらじみかん） - 喜界島南部の花良治集落特有の、甘く、緑色の皮にさわやかな香りを持つ蜜柑。奄美黒糖焼酎に入れても美味。沖縄県のかぶちーや喜界蜜柑（きゃーねぅかん）はこの変種と考えられている。
- すむむ（李） - 大和村などで栽培され「奄美プラム」の名でも出荷される。本土のものと異なる台湾の「花螺李（がらり）」という品種で、果肉が赤紫色で、酸味があるので、近年はジャム、フルーツソース、砂糖煮、ドライフルーツ、すもも酒などにも加工されている。
- くが（シマサルナシ） - キウイフルーツと同じマタタビ科の植物[29]で、山に自生しており、採って来る。
- ばしやなり（バナナ） - 島バナナと呼ばれる小ぶりの品種で、やや酸味がある。与論島では「とうばしゃ」。

## 酒・飲料

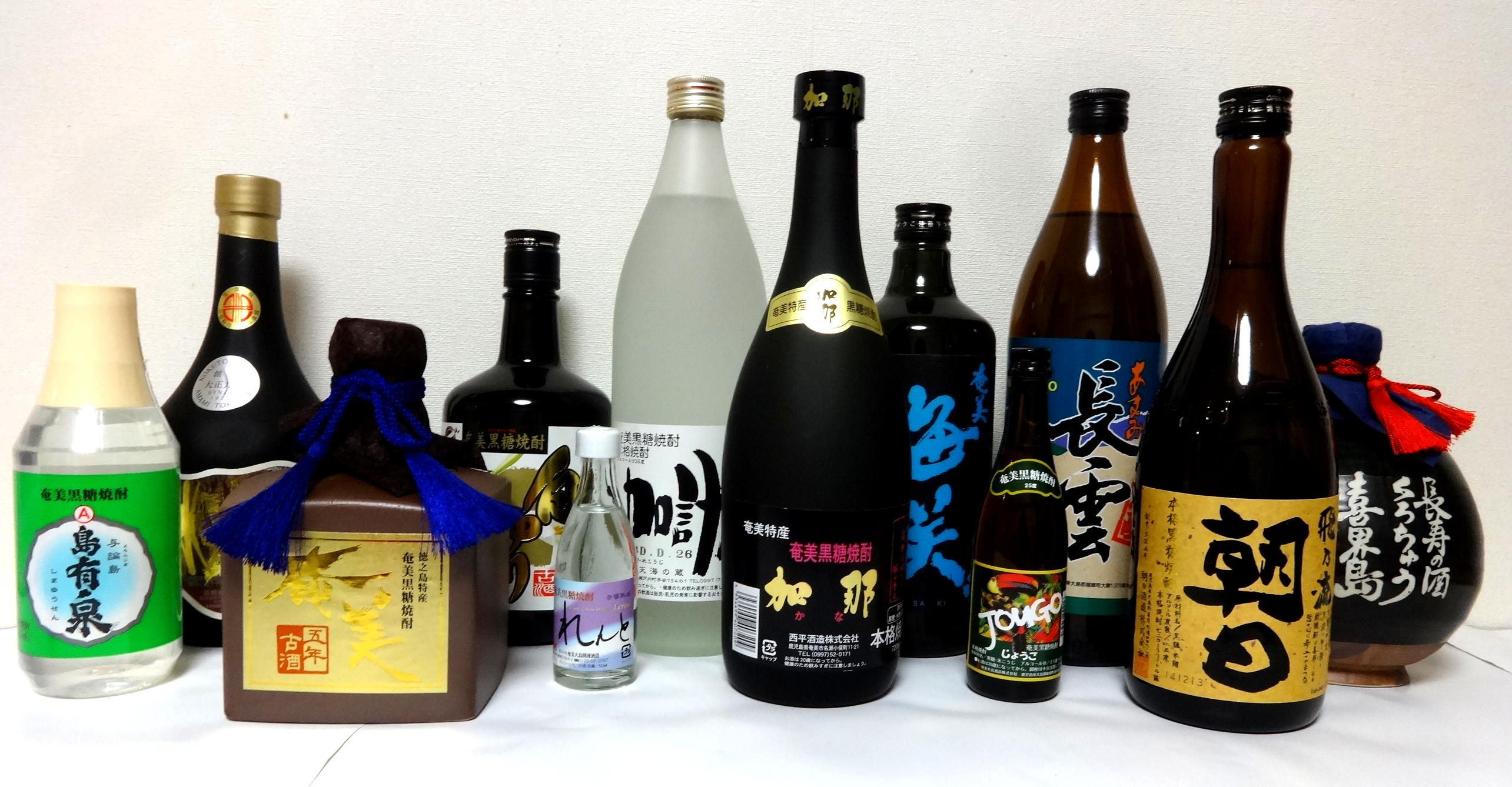
奄美黒糖焼酎

奄美の特徴ある飲み物（ぬみむん）としては以下がある。ビールは沖縄県のオリオンビールも広く流通しているが、2017年に奄美大島でクラフトビールの製造が始まった。緑茶（ちゃー、さー）は徳之島でべにふうきや新品種のサンルージュなどが栽培されているが、薩摩の知覧茶などが多く飲まれている。
- 奄美黒糖焼酎（せー、せぅー） - 米麹と、サトウキビの汁を煮詰めた、固形の純黒砂糖で作る奄美群島特産の蒸留酒。米から作る沖縄の泡盛の技術を改良して作られた。割り水を加えたアルコール度数25度、30度のものが主流であるが、40度以上の原酒もある。与論島では与論献奉という飲み方をするので、20度が主。
- ラム酒 - 徳之島で奄美黒糖焼酎を製造する高岡醸造がサトウキビの絞り汁を原料に1979年に日本初のラム酒を作って以来、製造を続けている。樽熟成のゴールドラムとして40度のルリカケスと50度の徳州が、ホワイトラムとして30度の原酒と50度の神酒がある。
- はぶ酒（はぶぜー） - 上記の奄美黒糖焼酎またはラム酒にハブを丸ごと漬けこんだリキュール。沖縄では主に泡盛に漬け込むため風味に違いがある。
- たんかん酒 - 奄美黒糖焼酎にタンカンの果実を漬けたり、果汁を加えたリキュール。
- すもも酒 - 奄美黒糖焼酎に大和村などで取れるスモモの果実を漬けたリキュール。同様の奄美黒糖焼酎を使った梅酒も市販されている。
- みき - ふやかした米をすりつぶした汁にサツマイモをすった汁を加えて、数日発酵させる飲料。神酒に通じる。三八月、豊年祭、九月九日の行事食。
- 頚木茶（くびきちゃ） - ツルグミ（くびぎ）の幹を細く割り、干したものを煎じて飲む茶外茶。奄美では風邪の予防、解毒効果、降圧効果があるとも言われる。干した葉を煎じたものは頚茶（くびちゃ）という。
- ばんじろう茶（グアバ茶） - バンザクロ（与論島では「ばんしるー」）の葉を煎じて飲む茶外茶。奄美大島や加計呂麻島でも製造されている。

## 域外での普及
全国的な知名度はまだ低く、鹿児島県内でも鶏飯を除くと出身者以外には余り知られていない状況にある。
奄美群島出身者の多い鹿児島市、福岡市、大阪市、寝屋川市、尼崎市、伊丹市、東京都などには奄美料理専門店が複数あり、神奈川県下にも散在している。また、沖縄料理店の中には奄美群島出身者が参画しているものもあり、沖縄料理とともに鶏飯、油ぞうめんなど、一部の品目が提供される例もある。
これらの奄美料理専門店では、定期的、あるいは不定期に奄美シマ唄、奄美新民謡（ご当地歌謡曲）、奄美出身のミュージシャンによる演奏などのライブを行っている例が多い。